# بيتر كوك (لاعب كرة قدم)
بيتر كوك (بالإنجليزية: Peter Cook)‏ (1 فبراير 1927 في المملكة المتحدة - 1960) هو لاعب كرة قدم بريطاني في مركز نصف الجناح. لعب مع برادفورد سيتي ونادي كرو ألكساندرا وهال سيتي ونادي سكاربورو.